# 程資
程資（1485年—？），字仲朴，號櫟峰，直隸徽州府婺源縣人，民籍，明朝政治人物。

## 生平
正德十一年（1516年）丙子科應天鄉試第二十四名舉人，十二年（1517年）聯捷丁丑科會試第八十二名，三甲第一百七名進士。户部观政，授温州府推官，嘉靖五年（1526年）任台州府推官，行取，升南京户部主事，历员外郎、郎中，出为南昌府知府，十八年十二月升福建按察司副使，调湖广郧阳副使，未到任，升参政，二十五十二月涉吏部文选司郎中高簡一案，在考察中以「奔竞骤迁」被罢职。

## 家族
曾祖程宗壎；祖父程思縱；父程孟河。前母方氏；母俞氏。具慶下。